# Sobarocephala finnilaei
Sobarocephala finnilaei är en tvåvingeart som beskrevs av Frey 1918. Sobarocephala finnilaei ingår i släktet Sobarocephala och familjen träflugor. Inga underarter finns listade i Catalogue of Life.